# Ralf de Souza Teles
Ralf de Souza Teles, meglio conosciuto come Ralf (San Paolo, 9 giugno 1984), è un calciatore brasiliano, centrocampista del Vila Nova.

## Caratteristiche tecniche
È un centrocampista centrale e per la precisione un mediano di rottura.

## Carriera

### Club

#### Gli inizi
Ralf de Souza Teles, meglio conosciuto come Ralf, inizia la sua carriera nel 2004 in una squadra Brasiliana, il Taboão da Serra.
Il giocatore viene subito individuato, e l'anno dopo viene acquistato dall'Imperatriz, dove colleziona 49 presenze in due anni (2005–2006). Negli anni 2007 e 2008 si trasferisce in tre squadre diverse : l'XV de Jaú, il Gama e il Noroeste.

#### Il Grêmio e il trasferimento al Corinthians
Nella stagione 2008–2009, viene definitivamente acquistato dal Grêmio Berueri. Il 9 maggio 2009, proprio con questa squadra, esordisce per la prima volta nella serie a Brasiliana, dove colleziona 46 presenze, mettendo a segno un solo gol. Nell'estate della stagione 2009–2010 viene acquistato dal Corinthians, dove gioca tuttora. In tre anni colleziona più di 100 presenze. Il giocatore viene considerato uno dei più promettenti Centrocampisti brasiliani.

### Nazionale
Esordisce per la prima volta nella nazionale brasiliana il 10 agosto 2011 sotto la guida del CT Mano Menezes.

## Palmarès

### Club

#### Competizioni statali
- Campionato paulista: 3

Corinthians: 2013, 2018, 2019
- Campionato Goiano: 1

Vila Nova: 2025

#### Competizioni nazionali
- Campionato brasiliano: 2

Corinthians: 2011, 2015

#### Competizioni internazionali
- Coppa Libertadores: 1

Corinthians: 2012
- Coppa del mondo per club: 1

Corinthians: 2012
- Recopa Sudamericana: 1

Corinthians: 2013